# Antônio Martins
Antônio Martins is een gemeente in de Braziliaanse deelstaat Rio Grande do Norte. De gemeente telt 7.245 inwoners (schatting 2009).